# Ansgars Sogn (Aalborg Kommune)
 For alternative betydninger, se Ansgars Sogn. (Se også artikler, som begynder med Ansgars Sogn)
Ansgars Sogn er et sogn i Aalborg Budolfi Provsti (Aalborg Stift).
I 1929 blev Ansgars Kirke opført, og Ansgars Sogn blev udskilt fra Budolfi Landsogn, som hørte til Hornum Herred i Aalborg Amt. Budolfi Sogn lå i Aalborg Købstad, som ved kommunalreformen i 1970 blev kernen i Aalborg Kommune.
I 1973 blev Margrethekirken opført, og i 1979 blev Margrethe Sogn udskilt fra Ansgars Sogn.
I Ansgars Sogn ligger Ansgars Kirke.
I sognet findes følgende autoriserede stednavne:
- Bejsebakke (areal)
- Kærby (bebyggelse)